# Municipio de East Cameron
El municipio de East Cameron  (en inglés: East Cameron Township) es un municipio ubicado en el condado de Northumberland en el estado estadounidense de Pensilvania. En el año 2000 tenía una población de 686 habitantes y una densidad poblacional de 22 personas por km².

## Geografía
El municipio de East Cameron se encuentra ubicado en las coordenadas 40°45′30″N 76°30′59″O / 40.75833, -76.51639.

## Demografía
Según la Oficina del Censo en 2000 los ingresos medios por hogar en la localidad eran de $32,500 y los ingresos medios por familia eran $38,594. Los hombres tenían unos ingresos medios de $30,481 frente a los $17,500 para las mujeres. La renta per cápita para la localidad era de $15,345. Alrededor del 11,8% de la población estaban por debajo del umbral de pobreza.